# Образцово (Щёлковский район)
Образцово — посёлок в Щёлковском районе Московской области России. Входит в состав городского поселения Щёлково.

## География
Посёлок расположен на северо-востоке Московской области, в юго-западной части Щёлковского района, по левому берегу реки Клязьмы.
Находится в 6 км езды от райцентра и в 18 км езды от МКАД.
Посёлок граничит с микрорайоном Первомайский города Королёв, рядом также находятся деревни Байбаки и Набережная.
В Образцове 20 улиц, а также территория дачно-строительного кооператива «Орбита», к нему приписано 1 садоводческое товарищество (СНТ).
В посёлке находится конечная остановка щёлковского автобуса № 2.

## Население
| 1852 | 1859 | 1869 | 1886 | 1926 | 2002 | 2006 |
| ---- | ---- | ---- | ---- | ---- | ---- | ---- |
| 109  | ↗113 | ↘104 | ↘56  | ↗221 | ↗322 | ↗358 |
| 2010 |      |      |      |      |      |      |
| ↘88  |      |      |      |      |      |      |

## История
Образцово — старинное село. Его название связано с первым владельцем Василием Фёдоровичем Симским из рода Добрынинских, большим воеводой при Иване III, за храбрость получившим прозвище Образец. От отца он унаследовал в том числе село Деревенька, которое стало называться Образцово. Он поставил в селе церковь «Рожество пречистые Богородицы».
После смерти в 1492 году Василия Фёдоровича, село перешло к сыну, воеводе Ивану Хабар-Симскому.
При внуке Хабара — Фёдоре Ивановиче — Образцово было продано (по другим сведениям, пожертвовано) суздальскому Спасо-Евфимьему монастырю. Получив новое владение, монастырь сразу же ходатайствовал о строительстве новой церкви (1578—1581), так как старая к тому времени не сохранилась.
Этот деревянный храм, освящённый в честь Рождества Богородицы, в селе Образцово возвёл Василий Фёдорович Симский после гибели своего 16-летнего сына в войне с ливонцами и последовавшей вскоре смерти жены.  Церковь была построена (с новым приделом Евфимия Великого), но была долго «без пения», вероятно из-за продолжающегося малолюдства и, видимо, пришла в запустение. Стараниями монастыря она была восстановлена в 1623 году. В то время в Образцове были «двор монастырской и один двор крестьянской».
В 1646 году в селе было 6 крестьянских и 2 бобыльских двора, в 1678-м — 10 крестьянских дворов.
В 1703 году указом Петра I село Образцово было пожаловано Ивану Алексеевичу Мусину-Пушкину.
Год спустя в нём числилось, кроме двора боярина, конюшенный, скотный и 6 крестьянских дворов.
Затем имением владел его сын граф Платон Иванович. Им в 1737 году был построен каменный храм Рождества Пресвятой Богородицы, существующий по сей день, однако в 1738 году был освящён лишь северный придел прп. Марфы, небесной покровительницы супруги графа. В 1740 году граф был предан суду, а его имение «отписано на высочайшее имя» и через три года пожаловано Алексею Петровичу Бестужеву-Рюмину.
Его сын Андрей умер, не оставив наследников. Имение унаследовали опекуны Андрея — князья Волконские. Генерал-майор Алексей Никитич Волконский скоро стал единоличным владельцем Образцово. При нём было закончено обустройство алтарей и иконостаса придела святого Евфимия и главного — в честь Рождества Богородицы. 4 мая 1772 года было дано дозволение освятить главную церковь. Алексей Никитич скончался в 1781 году, жена его — в 1790 году. Имение перешло к сыну Михаилу, а затем к его брату, князю Николаю.
На рубеже XVIII и XIX веков имение Образцово с деревнями Васильевское, Мальцево, Бурково, Байбаки перешло к помещику Маркеллу Демидовичу Мещанинову. После сыновей Мещанинова — Александра и Петра (с 1846 года владел единолично) — имение перешло к их многочисленным родственникам — Ханыковым, Наумовым, Аргамаковым, Оппель, но в 1874 году было объединено новыми покупателями, купцами Михаилом и Николаем Ляпиными, известными московскими благотворителями.
В середине XIX века село относилось ко 2-му стану Богородского уезда Московской губернии и принадлежала коллежскому асессору Петру Маркеловичу Мещанинову. В селе было 7 дворов, крестьян 51 душа мужского пола и 58 душ женского и суконная фабрика купца Тихомирова.
В «Списке населённых мест» 1862 года — владельческое село 2-го стана Богородского уезда Московской губернии по левую сторону Хомутовского тракта (от Москвы по границе с Дмитровским уездом), в 29 верстах от уездного города и 8 верстах от становой квартиры, при реке Клязьме, с 8 дворами и 113 жителями (58 мужчин, 55 женщин), церковью и фабрикой.
По данным на 1869 год Образцево — село Гребеневской волости 3-го стана Богородского уезда с 13 дворами, 14 деревянными домами и 104 жителями (58 мужчин, 46 женщин), из которых 21 грамотный мужчина и 6 женщин. Имелась церковь с двумя приделами и школа (в ней 1 учитель и 17 учеников). Количество земли составляло 134 десятины и 342 сажени, в том числе 60 десятин пахотной. Имелось 12 лошадей и 17 единиц рогатого скота.
Рядом находилась Образцевская мыза с 6 каменными и 4 деревянными строениями и 108 жителями (92 мужчины, 16 женщин), из них 20 грамотных мужчин и 10 женщин, а также суконной фабрикой и больницей. Количество земли составляло 100 десятин, в том числе 2 десятины пахотной. Имелась 1 лошадь и 1 единица рогатого скота.
В 1886 году село Образцово — 10 дворов, 56 жителей, церковь.
К началу XX века в селе Образцово было 20 крестьянских дворов и два дома, где жили священник и дьячок. Земли у крестьян было по 100 десятин. Помещичьей земли, пашенной и лесной, — 2636 десятин. Владел ею бывший управляющий Ляпиных, отставной майор Николай Петрович Кисель-Загорянский. Его сыновья — Иван и Александр — стали основателями дачного посёлка Кисель-Загорянского (Загорянский).
В 1913 году — 20 дворов, земское училище и владельческая экономия Кисель-Загорянского.
По материалам Всесоюзной переписи населения 1926 года — село, центр Образцовского сельсовета Щёлковской волости Московского уезда в 2 км от Ново-Горкинского шоссе и 2,5 км от станции Соколовская Северной железной дороги, проживал 221 житель (111 мужчин, 110 женщин), насчитывалось 39 хозяйств (из них 30 крестьянских), имелась школа 1-й ступени, был образован совхоз.
В 1994–2006 годах — посёлок Мальцевского сельского округа.

Памятник погибшим в годы войны односельчанам в селе Образцово

## Известные уроженцы
На кладбище села похоронен участник Великой Отечественной войны Пётр Иванович Цыганов (15 января 1924 — 15 июня 1978), уроженец Образцова. За героизм и мужество при прорыве немецкой обороны на Висле он был удостоен звания Героя Советского Союза.
В Образцово также жил космонавт Александр Павлович Александров, Герой Советского Союза. В 1983 году он совершил 150-суточный полёт на борту орбитального комплекса «Союз-Салют-7».

## Церковь Рождества Пресвятой Богородицы

Церковь Рождества Пресвятой Богородицы в селе Образцово

По сравнению с другими подмосковными церквями судьба Рождественского храма сложилась благополучно — за свою историю он никогда не закрывался. Однако, многие церковные ценности были конфискованы в 1920-х годах. Во время борьбы с колокольным звоном изъяли большой 150-пудовый колокол. Но уцелели главные святыни церкви: икона Животворящего Креста Господня с находящимися в ней частицами мощей Иоанна Предтечи, святителей Спиридона и Николая, святой Александры, святого блаженного Андрея Христа ради юродивого и ряда других угодников. В числе особо почитаемых верующими икон, расположенных в храме, — образы Пресвятой Богородицы «Боголюбивая» и «Акафистная».
На Архиерейском соборе 2000 года был причислен к лику святых житель Образцова, священник Покровской церкви села Хомутова отец Александр Крутицкий. Его отец, а затем и он сам служили псаломщиками в церкви Рождества Богородицы. После 1922 года он был рукоположён во диаконы того же храма, а в 1938 году отец Александр был арестован по обвинению в том, что он «распространял гнусную клевету в адрес советской власти среди населения». 14 июня тройка НКВД Московской области приговорила его к расстрелу, приговор был приведён в исполнение 1 июля 1938 года на Бутовском полигоне. Отец Александр Крутицкий является первым канонизированным святым на Щёлковской земле.
С октября 1986 по январь 1991 года настоятелем Богородице-Рождественского храма служил Александр (Агриков), будущий епископ Русской православной церкви, митрополит Брянский и Севский.